# Sava (Mora)
Pour les articles homonymes, voir Sava.
Sava est une localité du Cameroun située dans le canton de Mémé, dans la commune de Mora, dans le département du Mayo-Sava et la région de l'Extrême-Nord.

## Géographie
Sava se situe à l'extrême nord du département, à 7km au Sud-Est de Mora, à la limite de la frontière avec le Nigeria.
Sava porte le nom du mayo qui alimente la région et donne son nom au département du Mayo-Sava.

## Population
En 1967, on comptait 419 personnes dans la localité, principalement des Mada, Ouldémé, Mora et Foulbé.
Lors du recensement de 2005, 742 personnes y ont été dénombrées, dont 374 hommes et 368 femmes.